# Armando Chulak
Armando Chulak ( Buenos Aires, Argentina, 1927 - Mar del Plata, provincia de Buenos Aires, ídem, 1975, fue un dramaturgo, escritor, crítico de teatro, actor y director de teatro. Una de sus obras más difundidas, que escribió en colaboración con Sergio De Cecco, fue El gran deschave, uno de los éxitos del teatro nacional argentino.

## Actividad profesional
Estudió actuación con Heddy Crilla cuando tenía veinte años y trabajó como ayudante de dirección y actor. Integró en la década de 1950 el grupo experimental conducido por Roberto Durán y en 1954 estrenó la pieza infantil de su autoría Los elefantes rosados. En 1956 adaptó la obra Margarita, de Madeleine Barbulée ( Marie-Madeleine Eugénie Barbulée, Nancy, Francia, 2 de septiembre de 1910 - París, 1 de enero de 2001), que se representó ese año y el siguiente.
Radicado en Mar del Plata, entre 1958 y 1960 retornó al teatro infantil con Chavito y Chaveta. Trabajó como crítico teatral, docente de teatro y periodista y comenzó años después a colaborar con Sergio Di Cecco. En 1975 escribieron la comedia dramática Final feliz, estrenada con éxito con el título de El gran deschave.
La obra trata acerca de un hombre y una mujer de clase media con diez años de matrimonio que un día, a raíz del disparador consistente en la descompostura del televisor, se enfrentan a la realidad de una vida tediosa, se descontrolan y profieren mutuas y crueles confesiones. Fue estrenada en 1975 en el Teatro Regina con la actuación como pareja central de Federico Luppi y Haydée Padilla con la dirección de Carlos Gandolfo y se constituyó en uno de los éxitos del teatro nacional argentino. En los años siguientes a su estreno fue representada en varias oportunidades en Argentina y en España e incluso una versión de la obra fue transmitida por televisión.

## Humorista
En 1965 ingresó al género del humorismo y trabajó en las revistas Tía Vicenta, María Belén y Tío Landrú y escribió su Diccionario disidente (1967), Nuevo diccionario disidente (1970), Fábulas inmorales y Pequeño Chulak Ilustrado (1972).
Chulak ha sido considerado

” uno de los más agudos autores de aforismos de América Latina, un híbrido de Milhör Fernandes con Ramón Gómez de la Serna, dueño de una ironía espléndida y de un escepticismo risueño.”

Algunas de las definiciones de su célebre ‘Diccionario disidente’ satirizan su propia actividad, tal como la de “Crítico de arte: Mezcla de coleccionista sin dinero con artista sin habilidad y juez sin objetividad”; otras muestran su supervivencia a través del tiempo, como “Ave Fénix: País que renace de sus propios ministros de economía” o “Sucesor: Persona que ocupa el desprestigio que otro ha dejado vacante”.

## Obras
- El gran deschave
- Los elefantes rosados
- Chavito y Chaveta
- Diccionario disidente (1967)
- Nuevo diccionario disidente (1970)
- Fábulas inmorales
- Pequeño Chulak Ilustrado (1972)

## Homenajes
Llevan su nombre la biblioteca de la sede de Argentores en Mar del Plata, y una calle de la misma ciudad.

## Filmografía
Guionista
- El bromista (1981)